# Пангборн
Пангборн (англ. Pangbourne) — община расположенная на берегу Темзы в английском графстве Беркшир. Представляет собой большую деревню, в которой, помимо частного жилфонда, расположены магазины, школы, железнодорожная станция Great Western Railway и приходской зал. За пределами этого кластерного поселения находится частный Пангборнский колледж.

## История
Название «Пангборн» фигурирует в летописях с 844 года как древнеанглийское слово «Pegingaburnan» (дательный падеж), что означает «поток народа [людей именуемых] „Pgaga“». Впоследствии это название было сокращено до Панг (название местной реки).
В ранненормандский период манор был передан аббатству Рединг, а усадьба — также называемая Бер-корт (англ. Bere Court) — стала летней резиденцией аббата. Последний аббат, Хью Кук Фарингдон, был арестован там в 1539 году и впоследствии казнен в Рединге. Позже усадьба была выкуплена сэром Джоном Дэвисом, математиком елизаветинской эпохи и соратником графа Эссекса по заговору против королевы Елизаветы I. Его памятник находится в англиканской приходской церкви Святого Иакова Алфеева. На территории церкви территории церкви также находится военный мемориал Пангборна, который был разработан скульптором Верой Уоддингтон.
Другие памятники и мемориальные доски расположенные в церкви в основном принадлежат семье Бридон. Джон Бридон-старший купил поместье в 1671 году. Он был Верховным шерифом Беркшира и братом губернатора Новой Шотландии, чей сын позже унаследовал поместье Джона. Впоследствии в этой семье родилось несколько будущих верховных шерифов и членов парламента от Беркшира, а также врачей и настоятелей прихода.
Кеннет Грэм, автор книги «Ветер в ивах», перед смертью уединился в церковном коттедже Пангборна. Он умер там в 1932 году. Согласно нескольким версиям, знаменитые иллюстрации Эрнеста Шепарда к его книге были вдохновлены тамошним пейзажем на берегу Темзы.
В марте 2000 года королевой Елизаветой II была открыта Мемориальная часовня Фолклендских островов (англ. The Falkland Islands Memorial Chapel), расположенная в Пангборнском колледже. Она была построена в память о жертвах Фолклендской войны 1982 года, а также о мужестве тех, кто служил вместе с ними и защищал суверенитет Фолклендских островов. Королева вновь посетила мемориальную часовню в 2007 году, чтобы отметить 25-ю годовщину Фолклендской войны.
К северо-западу от деревни находятся природные зоны Beale Park и National Trust, являющиеся частью загородного поместья Бэзилдон-парк.

## География
Пангборн расположен на шоссе А329 в 6 милях (10 км) к западу от Рединга (ближайшего города) и в 22 милях (35 км) к юго-востоку от Оксфорда на — реке Темзе, а также на другом берегу от небольшого развитого кластера оксфордширской деревни Уитчерч-на-Темзе. Обе деревни соединены между собой Уитчерчским мостом и проходимой плотиной Уитчерчского шлюза, хотя последняя не предназначена для общественного пользования.
Железнодорожная станция Пангборн является второстепенной остановкой на т. н. «Большой западной линии». От неё можно добраться до Оксфорда, через станцию Дидкот-Паркуэй, и лондонского вокзала Паддингтон — через Рединг. По центру деревни Пангборн протекает река Панг, которая впадает в Темзу между замком Уитчерч и мостом Уитчерч. Считается, что водяные полёвки, проживающие на этой реке, вдохновили писателя Кеннета Грэма на создание персонажа «Рэтти» из его книги «Ветер в ивах». Бо́льшая часть застроенной территории находится чуть выше нынешней поймы реки Темзы. По обе стороны от Пангборна находятся обширные сенокосные луга. Во время наводнения 2014 года в Пангборне было затоплено около 15 объектов недвижимости.

## Экономика
В Пангборне расположены магазины, начальные школы, железнодорожная станция большой западной линии и приходской зал. Пангборн стал центром продаж новых и подержанных спортивных автомобилей, с дилерскими центрами — Lamborghini Pangbourne и Aston Martin Reading, а также Bentley Berkshire в составе H. R. Owen group. За пределами этого кластерного поселения находится частный Пангборнский колледж

### Демография
| Тип    | Дома в собственности | Дома в кредит | Социальная аренда | Частная аренда | Прочее | Дороги (km²) | Водоёмы (km²) | Сады (km²) | Жители | Общая площадь (km²) |
| ------ | -------------------- | ------------- | ----------------- | -------------- | ------ | ------------ | ------------- | ---------- | ------ | ------------------- |
| Община | 478                  | 418           | 101               | 187            | 41     | 0.237        | 0.012         | 0.654      | 2978   | 6.8                 |

## District Silver Band
История Пангборнского оркестра началась в 1893 году, когда в сарае за водяной мельницей начали репетировать дудочники и барабанщики, однако после начала Первой мировой война, оркестр распался, переформировавшись в 1919 году. После этого он давал регулярные концерты вплоть до начала Второй мировой войны, когда многие музыканты были призваны на службу в Вооружённые силы Великобритании. После этого оркестр распался вновь, а инструменты хранились на складах.
В 1962 году местный учитель Генри Фуллер основал деревенскую духовую группу. Она была собрана из местных музыкантов, которые играли на инструментах извлечённых из хранилища, и представляла собой полноценный духовой оркестр просуществовавший на протяжении многих лет. В 2009 году в Пангборне был сформирован оркестр под названием Pangbourne All-Comers' Band (собранный из взрослых и детей), в котором играют на духовых и ударных инструментах.